# Trois Montres d'argent
Trois Montres d'argent est le onzième album de la saga de bande dessinée XIII de William Vance et Jean Van Hamme.

## Résumé
Sean Mullway raconte à XIII l’histoire de sa famille…
Un jour de 1905, à New York, trois amis immigrés irlandais, Liam McLane, Georges Mullway et Jack Callahan, épousent les trois filles d’Henry « Daddy » O’Keefe : Jenny, Kate et Beth. Daddy donna alors une montre d’argent à chacun de ses gendres. La famille vécut des jours paisibles jusqu’à une sinistre nuit de 1910 où la mafia italienne assassina Daddy, sa femme et le petit Jimmy, quatre ans, fils de Jack. Liam, Georges et Jack tuèrent alors Don Vitale, le parrain local, avant de quitter leur famille, pourchassés par les tueurs de la mafia. Les trois sœurs O’Keefe reprirent alors le commerce de quincaillerie de leur père, sous la protection forcée de la famille Giordino, qui obligea même Deborah, la fille de Jack, à épouser Giambatista Giordano, le neveu de Don Vitale. Le reste de la famille n’eut pas une existence très heureuse : Tom McLane, fils de Liam et père de Jonathan (futur père adoptif de XIII), mourut dans un camp de prisonniers japonais sur la rivière Kwai. Francis Mullway, fils de Georges et père de Sean, se suicida après des années de dépression, ayant été entre-temps spolié de son entreprise par la mafia.
C’est alors que Sean reçut une lettre de Liam McLane, toujours en vie, 50 ans après avoir quitté sa famille. En 1910, après l’assassinat de Don Vitale, Liam, Georges et Jack avaient rejoint les troupes de Pancho Villa durant la révolution mexicaine. Après un an de combat, les trois hommes tombèrent par hasard sur un coffre contenant 100 000 pesos d’or. Après avoir assassiné les Mexicains qui les accompagnaient, les trois Irlandais décidèrent de rejoindre les États-Unis avec leur butin. Jack fut abattu par des bandits sur le chemin du retour. George, lui, se noya dans le Rio Grande, avec le trésor. Liam, considérant la mort de ses amis et la perte du trésor comme une punition divine pour ses crimes, décida de devenir prêtre dans un monastère au Costa Verde.
Face à ses révélations, Sean décide de partir à la recherche du trésor. Mais c’est alors qu’il tombe amoureux de Carla Giordino, la fille de Giambatista et Deborah. Contre l’avis de ses parents, Carla se marie avec Sean et tombe enceinte. Mais un soir, Frank, le frère de Carla et futur conseiller du Président Walter Sheridan, abat Carla. Elle parvient cependant à donner naissance à son fils avant de mourir. Poursuivi pour le meurtre de sa femme, Sean confie l’enfant à sa sœur Margareth (qui meurt quelques mois plus tard) et à son cousin Jonathan qui prénomme l’enfant Jason. C’est là que commence l’histoire de XIII.
Sean décide alors de partir à la recherche du trésor. Avec l’aide du marquis de Préseau, rencontré au Mexique, il comprend que les trois Irlandais ont en fait caché le trésor au Mexique et qu’il ne trouvera sa localisation qu’en regroupant les trois montres d’argent. Sean a déjà celle de Jack, envoyé par Liam, et celle de George, retrouvée dans une église sur les bords du Rio Grande, là où fut enterré le corps alors anonyme de George. Mais après 30 ans de recherche au Costa Verde, Sean n’a toujours pas retrouvé la tombe de Liam et la 3e montre.
Retour au présent. Maria, nouvelle présidente du Costa Verde, a une mission à confier à XIII. Peralta s’est mis à la tête d’une armée de fidèles du régime d’Ortiz et fonce sur Puerto Pilar. XIII et Jacinto doivent donc faire exploser le pont du Rio Marana pour faire gagner du temps au nouveau régime. Mais l’opération ne se passe pas comme prévu : Jacinto est abattu et XIII est capturé. C’est alors que Jones arrive et parvient à faire exploser le pont, tuant Peralta. Les forces loyalistes se rendent quelques jours plus tard, la révolution santosiste est un succès. Mais Jones n’est pas venue au Costa Verde par hasard. Le Président Sheridan a en effet une mission à confier à XIII : il faut arrêter le général Ben Carrington de toute urgence. 

## Tirage
À sa sortie, l'album est tiré à 280 000 exemplaires.

## Accueil par la critique
À la sortie de cet album, un journaliste du Matin affirme que depuis le 9e tome, l'intrigue « de palpitante s'est transformée en un sac de nœuds à la limite du compréhensible. »